# 版纳拟黑耳
版纳拟黑耳（学名：Exidiopsis banlaensis）是属于银耳目银耳科拟黑耳属的一种真菌，群生于阔叶林中的阔叶树朽木树皮上。该种分布于中国云南西双版纳。